# Лисичка (сузір'я)

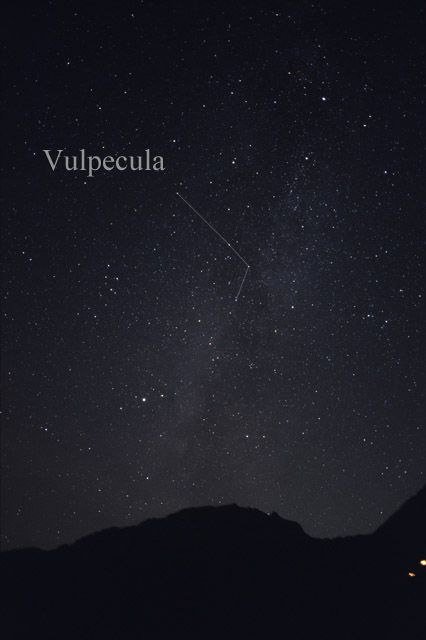
Лисичка неозброєним оком

Лиси́чка (лат. Vulpecula) — сузір'я північної півкулі зоряного неба.

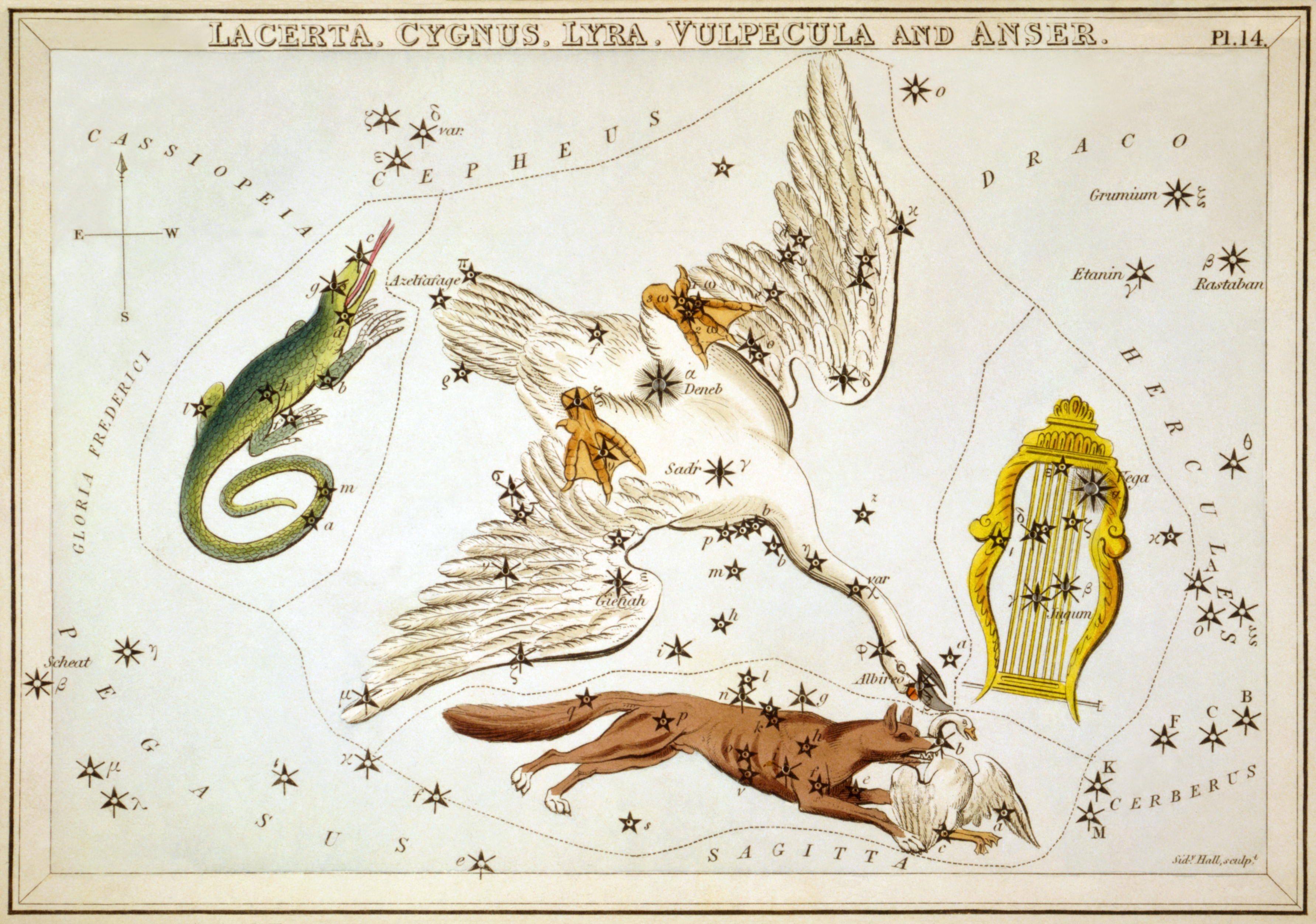
Сузір'я Лисичка (з Гускою), Лебідь, Ящірка та Ліра із «Дзеркала Уранії», набору тематичних карток опублікованого у Лондоні, бл. 1825

## Історія
Нове сузір'я. Введено Яном Гевелієм у 1690 році під ім'ям Vulpecula cum Ansere — Лисичка з гускою. У його атласі «Уранографія» сузір'я зображувалося лисицею, що тримає в пащі гуску. Сам Гевелій так коментує сузір'я: «Лисиця — це хитра, жорстока, жадібна і ненажерлива тварина, схожа цим на орла» — Лисичка знаходиться поруч із сузір'ям Орла. Пізніше Гуску іноді виділяли як окреме сузір'я, але ця практика не отримала визнання, а назва скоротилася до просто Лисички.

## Зорі
Сузір'я не містить зірок, яскравіших 4-ї зоряної велични. Найяскравіша зоря — α Лисички — червоний гігант із значенням зоряної величини 4,44, знаходиться на відстані 297 світлових років. Зоря є оптично подвійною, у бінокль можна розрізнити її компоненти. Також має традиційну назву Ансер, що означає гуску, яку лисиця тримає у пащі.
У 1967 році Е. Г'юішем і Дж. Белл саме у Лисичці було відкрито перший пульсар PSR B1919+21.
Також у сузір'ї Лисички розташована найближча екзопланета — HD 189733 b.
Скупчення Броккі — астеризм, який раніше вважався розсіяним скупченням. Іноді також це скупчення називають Вішалка, завдяки характерній формі розташування зірок.

## Об'єкти далекого космосу
Найвідоміший з об'єктів далекого космосу у сузір'ї — Туманність Гантель — перша відкрита Шарлем Мессьє планетарна туманність.